# العلاقات التوفالية الجيبوتية
العلاقات التوفالية الجيبوتية هي العلاقات الثنائية التي تجمع بين توفالو وجيبوتي.

## مقارنة بين البلدين
هذه مقارنة عامة ومرجعية للدولتين:
| وجه المقارنة                                              | توفالو                         | جيبوتي                    |
| --------------------------------------------------------- | ------------------------------ | ------------------------- |
| المساحة (كم2)                                             | 26                             | 23.20 ألف                 |
| عدد السكان (نسمة)                                         | 11.19 ألف                      | 956.99 ألف                |
| الكثافة السكانية (ن./كم²)                                 | 43.04 ألف                      | 41.25                     |
| العاصمة                                                   | فونافوتي                       | جيبوتي                    |
| اللغة الرسمية                                             | اللغة التوفالوية، لغة إنجليزية | لغة فرنسية، اللغة العربية |
| العملة                                                    | دولار توفالو                   | فرنك جيبوتي               |
| الناتج المحلي الإجمالي (بليون دولار)                      | 39.73 مليون                    | 1.84 مليار                |
| الناتج المحلي الإجمالي (تعادل القوة الشرائية) بليون دولار | 38.93 مليون                    | 3.10 مليار                |
| الناتج المحلي الإجمالي الاسمي للفرد دولار أمريكي          | 3.29 ألف                       | 1.95 ألف                  |
| الناتج المحلي الإجمالي للفرد دولار أمريكي                 | 3.77 ألف                       | 3.27 ألف                  |
| مؤشر التنمية البشرية                                      |                                | 0.470                     |
| رمز المكالمات الدولي                                      | +688                           | +253                      |
| رمز الإنترنت                                              | .tv                            | .dj                       |
| المنطقة الزمنية                                           | ت ع م+12:00                    | ت ع م+03:00               |

## منظمات دولية مشتركة
يشترك البلدان في عضوية مجموعة من المنظمات الدولية، منها:
| علم المنظمة | اسم المنظمة                                 | تاريخ انضمام توفالو | تاريخ انضمام جيبوتي |
| ----------- | ------------------------------------------- | ------------------- | ------------------- |
|             | مجموعة دول أفريقيا والكاريبي والمحيط الهادئ | ?                   | ?                   |
|             | منظمة حظر الأسلحة الكيميائية                | ?                   | ?                   |
|             | الأمم المتحدة                               | 5 سبتمبر 2000       | 20 سبتمبر 1977      |
|             | يونسكو                                      | 21 أكتوبر 1991      | 31 أغسطس 1989       |
|             | مؤسسة التنمية الدولية                       | 24 يونيو 2010       | 1 أكتوبر 1980       |
|             | البنك الدولي للإنشاء والتعمير               | 24 يونيو 2010       | 1 أكتوبر 1980       |
|             | الاتحاد البريدي العالمي                     | ?                   | ?                   |
|             | الاتحاد الدولي للاتصالات                    | 15 أغسطس 1996       | 22 نوفمبر 1977      |